# 太閤記 (1987年のテレビドラマ)
『太閤記』（たいこうき）は、日本の時代劇。TBS大型時代劇スペシャルの第一作として、1987年1月1日にTBS系列で放送された。製作：東映 / TBS 。

## 概要
豊臣秀吉のサクセスストーリーを夢と躍動感で描き、秀吉を中心に織田信長・明智光秀の3人に絞り、ストーリーが展開されていく。各人物の生き様をはっきり描きながら、彼らの激しい生き様とそれぞれの愛を育くもうとする女達を描いた物語。東映・東宝・大映などで活躍してきた俳優・監督・スタッフや、テレビドラマを中心に活動する俳優が結集して制作されたテレビ映画である。
2004年10月22日にビクターエンターテインメントからDVDが販売された。

## キャスト
※エンディングクレジット表記順。
- 柴田恭兵 - 羽柴秀吉
- 松坂慶子 - 夢御前
- 名取裕子 - ねね
- 秋吉久美子 - 京極家の姫
- 安田成美 - お市
- 二宮さよ子 - 妻木煕子
- 十朱幸代（友情出演）- 濃姫
- 本田博太郎 - 徳川家康
- 石橋蓮司 - 足利義昭
- 綿引勝彦 - 柴田勝家
- 遠藤征慈 - 丹羽長秀
- 浜田晃 - 滝川一益
- 菅貫太郎 - 細川藤孝
- 隆大介 - 浅井長政
- 中康治 - 前田利家
- 伊藤敏孝 -
- 市川好郎 -
- 大場順 - 斎藤利三
- 伊庭剛 - 明智弥平次
- 大葉健二 - 加藤清正
- 春田純一 - 堀尾吉晴
- 崎津隆介 - 福島正則
- 関根大学 -
- 稲田龍雄 -
- 甲斐道夫 -
- 佐藤英 - 稲田大炊介
- 友居達彦 - 梁田政綱
- 飯山弘章 - 溝尾庄兵衛
- 萩原好峰 -
- 岡本真実 -
- 林邦応 - 森蘭丸
- 石倭裕子 -
- 福本清三 - 秀吉の家臣
- 星洋子 -
- 勝野賢三 -
- 首藤真沙保 -
- 小船秋夫 -
- 椎名友美 -
- 小峰隆司 -
- 村松美香 -
- タンクロー -
- 青山直美 -
- 杉田とんき -
- 藤原寿代 -
- 司裕介 -
- 宮城幸生 -
- 堀田明美 -
- 岡本大輔 -
- 尾矢まゆか - 茶々
- 疋田泰盛 -
- 中尾昌也 -
- 笹木俊志 -
- 永田さとか -
- 島田秀雄 -
- 渡辺拓史 -
- 北野真也 -
- 三木健作 -
- 林彰太郎 -  朝比奈泰能
- 森永奈緒美 -
- 唐沢民賢 -
- 松村康世 -  なか
- 堀田真三  - 毛利新助
- 丸平峯子 -
- 岩尾正隆 -
- 富永佳代子 -
- 高並功  - 石川数正
- 星野美恵子 -
- 出水憲司 -
- 桂登志子 -
- 牧冬吉 - 藤掛三河守
- 和歌林三津江 -
- 天本英世 - 安国寺恵瓊
- 小松方正 - 古物商
- 大前均 -
- 二瓶正也 -
- 大木正司 -
- 下馬二五七 - 落ち武者狩りA
- 丹古母鬼馬二 - 落ち武者狩りB
- 長門裕之 - 浅野又右衛門
- ケーシー高峰 - 蜂須賀小六
- 神山繁 - 今川義元
- 松方弘樹（特別出演）- 織田信長
- 仲代達矢 - ナレーター
- 竹脇無我 - 清水宗治
- 千葉真一 - 明智光秀

## スタッフ
※エンディングクレジット表記順。
- 企画 - 日下部五朗・佐伯明
- プロデューサー - 清水敬三・中山正久・浜井誠 (TBS)
- 脚本 - 高田宏治・野波静雄
- 音楽 - 佐藤勝
- 撮影 - 北坂清
- 美術 - 西岡善信・小林勝美
- 照明 - 加藤平作
- 編集 - 市田勇
- 録音 - 栗山日出登
- 監督補佐 - 鈴木秀雄
- 整音 - 伊藤宏一
- 音響効果 - 永田稔
- 記録 - 黒川京子
- 装置 - 和田順吉
- 装飾 - 籠尾和人
- 背景 - 西村三郎
- 衣裳 - 豊中健
- 美粧 - 久斗敏厚
- 結髪 - 福本るみ
- 小道具 - 高津商会
- かつら - 山崎かつら
- 和楽監修 - 中本哲
- 振付 - 木村正雄
- 擬斗 - 土井淳之祐・菅原俊夫（東映剣会）
- 撮影助手 - 清水洋策・雨宮良朋
- 美術助手 - 鈴木和幸
- 装置助手 - 丸井一利
- 照明助手 - 目良昭一・稲津武・吉田清治・森田弘幸
- 編集助手 - 古村嘉代・坂口由美
- 録音助手 - 松陰信彦・清水充
- 助監督 - 南光・古本哲史
- 装飾助手 - 大庭信正・平田俊明
- 美粧助手 - 長友初生
- 結髪助手 - 小西智子
- 衣裳助手 - 松田和夫
- 特技 - JAC
- 騎馬 - 岸本乗馬センター
- 作画合成 - 岡田明方
- スチール - 大谷栄一・小山田幸生
- 進行 - 山下耕一郎
- 演技事務 - 佐波正彦
- 進行主任 - 宇治本進
- 協力 - 国宝彦根城・京都大覚寺・東京アートビューロー
- 現像 - IMAGICA
- 監督 - 岡本喜八
- 製作 - 東映 / TBS